# Bioraznolikost
Bioraznolikost je kao pojam prvi put rabljen 1986. godine, a posebno se pojavljuje nakon usvajanja konvencije o biološkoj raznolikosti u Rio de Janeiru 1992. Broj temeljnih istraživanja na ovom području značajno je povećao studije o globalnoj biološkoj raznolikosti.
Pojam označava varijabilnost među živim organizmima svih podrijetla, uključujući i kopnene, morske i druge vodene ekosustave i ekološke komplekse kojoim pripadaju. To uključuje raznolikost unutar vrsta (raznolikosti vrsta), između vrsta i raznolikost ekosustava. Biološka raznolikost je važan temelj za ljudsko blagostanje, pa je njihova zaštita od posebnog interesa. Često se posljedice pada bioraznolikosti osjete prvo kod siromašnih ljudi na zemlji, jer oni često ovise o prirodim resursima.
Bioraznolikost nudi racionalno korištenje bioloških resursa (hrane, farmaceutskih proizvoda turizam) i razumijevanje značenja ekosustava.Znanja o bioraznolikosti daju argumente za učinkovitu zaštitu prirode.

## Vanjske poveznice
- Greenfacts
- ActionBioscience, projekt Američkog instituta za biološke znanosti
- Konvencija biološke raznolikosti (tekst konvencije)
- Konvencija biološke raznolikosti pri law-ref.org - indeksirano i povezano s drugim dokumentima
- Stanfordova enciklopedija: bioraznolikost
- zemljovid bioraznolikosti, interaktivni zemljovid